# Formica heteroptera
Formica heteroptera é uma espécie de formiga do gênero Formica, pertencente à subfamília Formicinae.